# 16130 Giovine
A 16130 Giovine (ideiglenes jelöléssel 1999 XU97) a Naprendszer kisbolygóövében található aszteroida. A LINEAR projekt keretében fedezték fel 1999. december 7-én.